# Micro-région de Letenye
La micro-région de Letenye (en hongrois : letenyei kistérség) est une micro-région statistique hongroise rassemblant plusieurs localités autour de Letenye.